# チェスター・ステーションの戦い
チェスター・ステーションの戦い（チェスター・ステーションのたたかい、英: Battle of Chester Station）は、南北戦争の開戦から4年目に入った1864年5月10日、バージニア州東部のチェスターフィールド郡で起きた戦闘である。南軍がベンジャミン・フランクリン・バトラー少将の指揮する北軍の一部を攻撃した。

## 背景
1864年3月、ユリシーズ・グラントが西部戦線から呼び戻され、中将に昇進し、北軍全体の指揮を任された。西部戦線の軍隊の大半指揮はウィリアム・シャーマン少将に任せられた。グラントは多方面からアメリカ連合国の中心部を叩く協調戦略を考案した。グラント、ジョージ・ミードおよびベンジャミン・バトラーはリッチモンド近くでロバート・E・リー軍に対抗する、フランツ・シーゲルはシェナンドー渓谷を抑える、シャーマンはジョージア州に侵攻しジョセフ・ジョンストン軍を破ってアトランタを確保する、ジョージ・クルックとウィリアム・アブリルはウェストバージニア州の鉄道補給線に対する作戦を行う、ナサニエル・バンクスはアラバマ州モービルを占領する、というものだった。これは北軍にとって、多くの戦線に跨る協調攻撃戦略を採用したことでは初めての機会だった。
グラントとミードはオーバーランド方面作戦で直接リーの北バージニア軍を攻撃した。バトラーの任務は、33,000名のジェームズ軍を擁して、ジェームズ川を経由してバージニア半島を進み、リッチモンドの北西を襲うことだった。目標はアメリカ連合国の首都を直接奪うことではなく、重要な南軍の補給線であるリッチモンド・ピーターズバーグ鉄道を遮断し、またリーがバトラーの前線に援軍を送れば、グラントとミードの軍に対抗する部隊の戦力を弱められることにあった。
バトラーは南北戦争で幾人かいた「政治家将軍」の一人であり、戦場における技術よりもエイブラハム・リンカーンの来るべき再選をバトラーが支持していたことで将軍に選ばれていた。グラントは、バトラーの弱さを2人の強い部下将軍、第10軍団を指揮するクィンシー・A・ギルモアと第18軍団を指揮するウィリアム・F・"ボールディ"・スミスを充てることで補えると期待した（しかし、2人ともバトラーの経験不足を補うに足る働きはできなかった）。
この方面作戦は、アポマトックス川とジェームズ川の合流する所、バージニア半島のバミューダ・ハンドレッドという漁村の名前からバミューダ・ハンドレッド方面作戦と名付けられた。この村はリッチモンドからは南東、ピーターズバーグの北東に位置した。北軍の艦船が遡れる限界点からはジェームズ川の下流にあり、ドルーリーズ・ブラフの要塞があった。
バトラーのジェームズ軍は5月5日にバミューダ・ハンドレッドで海軍の輸送艦を降り、同じ日にグラントとリーは荒野の戦いを戦った。バトラーはシティポイントでも部隊を降ろし、ピーターズバーグに脅威を与えるために使った。短期間ではあるが、バトラーは賢く立ち回ろうとしていた。これに対抗する南軍はP・G・T・ボーリガード将軍の18,000名の部隊（ノースカロライナおよびサウスカロライナ方面軍）であり、リッチモンド・ピーターズバーグ地域から寄せ集められた10代の者や年取った者達が混ざっており、理論的にバトラーの軍隊に対抗できるものではなかった。ピーターズバーグ近辺の部隊を指揮するボーリガードの部下は、ピケットの突撃で有名になったジョージ・ピケットだった。
チェスター・ステーションの戦いそのものはこの方面作戦の中で比較的小さなものであり、決着が付かずに終わった。北軍の目標は南軍の通信線を遮断するためにリッチモンド・ピーターズバーグ鉄道を破壊することにあった。南軍はロバート・ランソム少将が指揮する2個旅団で威力偵察を行い、ウィンフリー・ハウスに近いドルーリーズ・ブラフから攻撃を掛けた。

## 戦闘
北軍がチェスター・ステーションの近辺に到着したとき、部隊を2つに分けた。左翼はコネチカット第7歩兵連隊のオリバー・S・サンフォード少佐が指揮し、鉄道に沿ってチェスター・ステーション方向に進んだ。そこではコネチカット第6歩兵連隊が線路を剥がしていた。サンフォード隊はそこに約1時間留まっており、下流のターンパイクで他の部隊と合流するよう命令を受けた。右翼はインディアナ第13歩兵連隊のサイラス・J・ドブス大佐が指揮しており、打ち勝てそうにもない南軍の大部隊に遭遇していたので、援軍のために後方に送られていた。その間にも、自分の連隊で左翼に戦線を構築し、右翼にはニューヨーク第169歩兵連隊、前線にはコネチカット第1砲兵大隊の一部を置き、オハイオ第67歩兵連隊の分遣隊に支援され、開戦を待った。南軍は歩兵、騎兵、砲兵で構成され、前進し、銃の射程内に入ったときに、ドブスが発砲を命令した。ドブスの全線からの強力な一斉射撃が南軍の前進を止め、2回目の一斉射撃で混乱に陥れ、その戦列を立て直すための後退を強いた。この時点でサンフォードが左翼部隊を率いて到着し、コネチカット第6歩兵連隊を道路の右手に、コネチカット第7歩兵連隊を左手に置いて、前衛部隊の支援にした。コネチカット第7歩兵連隊の2個中隊が前面に送られて砲兵隊を支援し、連隊の残りは丘の上に上がって南軍の左翼に向かって攻撃し、敵部隊を森の中に後退させた。ニュージャージー第4砲兵大隊の大砲1門がその砲兵によって放棄されており、コネチカット第7歩兵連隊がそれを取り戻そうとしたが阻止された。サンフォードがバーカー中尉にK中隊を付けてその大砲を取りに行かせ、バーカーは激しい砲撃を浴びながらそれをやってのけた。補強された南軍が再度前進を始めたときに、ニューハンプシャー第7歩兵連隊が来て配置に就き、南軍が射程内に入ったときに、砲兵と歩兵から殺人的な銃砲撃を浴びることになった。これで戦闘が終わった。南軍の士官は散り散りになった兵士を集める努力をしたが無駄に終わり、攻撃を諦め、森の中に逃げた。第10軍団第1師団を指揮していたアルフレッド・テリー准将は戦闘が始まった後に戦場に到着し、戦闘の後半で北軍の動きを指示した。
"これら難しさに加えて、戦闘の初めに森が燃やされており、煙と炎で我が戦列は盲目となり、動きの正確さを損なわれた。"—南軍セス・M・バートン准将

## 戦いの後
テリー准将は北軍の損失を、戦死、負傷、不明合わせて280名と報告し、南軍の損失を少なくともその2倍と推計し、50名を捕虜に取ったと報告した。
南軍バートン旅団の報告では戦死、負傷、不明合わせて249名としており、バージニア第38歩兵連隊長のジョセフ・R・キャベル中佐が戦死していた。
南軍の2個旅団がオハイオの1個連隊と対戦し、ドレイクの旅団から援軍が到着したが、オハイオ連隊は後退させられた。南軍は勢力に勝っており大砲1門を捕獲（その後北軍に取り返された）するなど成功していたが、ハウリーの旅団が戦場に到着したときに止められた。北軍の援軍が増えて数で勝るようになり、南軍はドルーリーズ・ブラフまで押し戻された。同時に北軍はバミューダ・ハンドレッドの東に退いた。戦闘の結果は、両軍ともに降伏せず、破れもせず、また陣地を獲得もしなかったので、引き分けだった。北軍はある程度鉄道の線路を破壊することができ、南軍はそれ以上破壊が進むことを阻止した。ランソム少将はバートン准将を指揮官から外し、称賛に値する働きをしたボリス大佐は准将に名誉昇進させた。

## 参加した戦力

### 北軍
バージニアとノースカロライナ方面軍 - ベンジャミン・フランクリン・バトラー少将
- 第10軍団 - クインシー・アダムズ・ギルモア少将

遠征部隊は第10軍団第1師団第1および第2旅団の分遣隊、第18軍団 (北軍)第18軍団第1師団第2旅団の一部で構成された
- 第1師団 - アルフレッド・テリー准将
  - オハイオ第67歩兵連隊 - アルビン・コー・ボリス大佐
  - コネチカット第1砲兵大隊 - アルフレッド・P・ロックウェル大尉
  - 第18軍団第2旅団ニューヨーク第112歩兵連隊 - ジェレマイア・C・ドレイク大佐[4]
  - インディアナ第13歩兵連隊 - サイラス・J・ドブス大佐
  - ニューヨーク第169歩兵連隊 - ジョン・マコニヒー大佐
  - ニュージャージー第4砲兵大隊 - ジョン・H・ジョージ中尉
  - 第10軍団第2旅団コネチカット第7歩兵連隊 - ジョセフ・R・ハウリー大佐
  - コネチカット第6歩兵連隊 - レッドフィールド・デュリー大佐
  - コネチカット第7歩兵連隊 - オリバー・S・サンフォード少佐
  - ニューハンプシャー第7歩兵連隊 - トマス・A・ヘンダーソン中佐
  - アメリカ有色人第2騎兵隊、この戦闘では下馬して戦った - ジョージ・W・コール

### 南軍
南軍はランソム師団のバートンとグレイシーの旅団で構成された
ノースカロライナとサザンバージニア方面軍 - P・G・T・ボーリガード将軍
- リッチモンド方面軍 - ロバート・ランソム・ジュニア少将
  - 旅団 - セス・M・バートン准将
  - バージニア第38歩兵連隊 - ジョセフ・R・キャベル中佐（戦死）、ジョージ・K・グリッグス大尉が指揮を継承
  - バージニア第9歩兵連隊 - ジェイムズ・J・フィリップス大佐
  - バージニア第14歩兵連隊 - ウィリアム・ホワイト大佐
  - バージニア第53歩兵連隊 - ウィリアム・R・エイレット大佐
  - バージニア第57歩兵連隊 - W・H・ラムジー中佐
  - 旅団 - アーチボルド・グレイシー准将、ウェアーボトム教会周辺の小競り合いを除けばこの日の戦闘に参加しなかった[5]
  - アラバマ第41歩兵連隊
  - アラバマ第43歩兵連隊
  - アラバマ第59歩兵連隊
  - アラバマ第60歩兵連隊

## 関連図書
- Salmon, John S., The Official Virginia Civil War Battlefield Guide, Mechanicsburg, PA: Stackpole Books, 2001. ISBN 0-8117-2868-4.
- Lowry, Don No turning back: the beginning of the end of the Civil War : March–June 1864, Volume 1, Hippocrene Books, 1992.
- Robertson, William Glenn, Back door to Richmond: the Bermuda Hundred Campaign, April–June 1864, University of Delaware Press, 1987.